# Parlamentswahlen in Singapur 1980
Die Parlamentswahlen 1980 in Singapur fanden am 23. Dezember statt. Es wurden die 75 Abgeordnete des Singapurisches Parlament gewählt.

## Hintergrund
Bei den Wahlen 1977 und 1979 konnte die People’s Action Party (PAP) alle Sitze gewinnen.

## Ergebnis
Die People’s Action Party konnte zum vierten Mal in Folge alle Sitze des Parlamentes gewinnen. Die Wahlbeteiligung lag bei 95,5 %.

## Einzelnachweis
1. 1 2  PARLIAMENTARY GENERAL ELECTION 1980. Abgerufen am 31. Juli 2019 (englisch).